# Орнітологічний заказник

Орнітологічний заказник загальнодержавного значення «Чистилівський»
(Тернопільська область, Україна)

Орнітологі́чний зака́зник — природно-заповідна територія (заказник), яку створюють задля забезпечення охорони місць існування, а також гніздування, міграцій, линяння та зимівлі птахів. 
Особливо цінними є місця зі значною кількістю видів птахів та місця з їх великою кількістю, особливо, якщо види занесено до Червоної книги України чи інших червоних списків. 
Для орнітологічних заказників характерна територія із порослими очеретом мілководдями, наявність великої кількості дрібних островів.